# Mobilehome
Et mobilehome er en form for beboelseskonstruktion, der er flytbar, men normalt står på en fast plads. Et mobilehome betegnes i Europa også nogle gange som en stationær campingvogn, hvilket henviser til, at den bruges til rekreativ beboelse og oftest er placeret på en campingplads. I USA bruges mobilehomes i vid udstrækning som permanente boliger; i den forbindelse bruges også betegnelser som "trailer" eller "trailer home".

## Historie
Blandt de tidligste eksempler på mobile boliger er romaernes vogne, som er kendt fra 1500-tallet. I USA kendes mobilehomes fra 1870'erne som strandboliger, der kunne flyttes af hestespand. Med bilens udbredelse blev der fra 1920'erne til disse konstrueret trailere i form af campingvogne. Efter afslutningen af anden verdenskrig, hvor mange soldater vendte hjem uden at have et sted at bo, blev der mobilehomes populære som billige og hurtigt etablerede boliger for veteranerne og deres familier. Med den indbyggede mobilitet kunne de ovenikøbet transporteres til det sted, hvor beboerne kunne finde arbejde.
De første mobilehomes efter krigen var typisk af en størrelse på cirka 2,5 × 12 m, men op gennem de følgende årtier blev de efterhånden omkring 18 m lange og kunne have mange rum, men også endnu større dimensioner er set. I tidens løb er der stillet centrale krav til udformningen af mobilehomes, så de overholder minimumsstandarder. Siden 1960'erne er mobilehomes blevet strømlinet ved at blive industrifremstillet på linje med typehuse i fx Danmark. 
I USA er der efterhånden oprettet tusindvis af områder dedikeret til mobilehomes, kaldet mobile home parks eller trailer parks. Hermed sikres, at et mobilehome kan opstilles lovligt, ligesom der i de fleste tilfælde er adgang til vand, spildevandsafløb, el og lignende.
I Europa finder man først og fremmest mobilehomes på almindelige campingpladser.